# Saint-Gaudéric
Saint-Gaudéric är en kommun i departementet Aude i regionen Occitanien  i södra Frankrike. Kommunen ligger  i kantonen Fanjeaux som ligger i arrondissementet Carcassonne. År 2022 hade Saint-Gaudéric 108 invånare.

## Befolkningsutveckling
Antalet invånare i kommunen Saint-Gaudéric
Referens: INSEE